# 石才車站
石才車站（日语：／ Ishizai eki */?）是屬水間鐵道水間線之車站，位於大阪府貝塚市石才。 

## 車站構造
側式月台1面1線的地面車站。無人站。

## 車站周邊
- 大阪府道30号大阪和泉泉南線
- 大阪府道40号岸和田牛滝山貝塚線

## 歷史
- 1925年12月24日：設站。

## 相鄰車站
水間鐵道
水間線
近義之里－石才－清兒

## 相關題目
- 日本鐵路車站列表

1. ↑  大阪府統計年鑑（平成23年）PDF